# Auslassungspunkte
Auslassungspunkte (U+2026 …) bezeichnet ein typografisches Zeichen, das durch drei aufeinanderfolgende Punkte „...“ oder durch den Dreipunkt „…“ (ein eigenständiges Schriftzeichen) geschrieben bzw. gesetzt und dargestellt wird und als Satz- bzw. Wortzeichen dient. Meistens zeigt es eine Ellipse (Auslassung eines Textteils) an oder es wird als Stilmittel eingesetzt, z. B. zur Anzeige von Pausen oder unterbrochener Rede. Die Auslassung kann sowohl am Anfang oder Ende eines Satzes oder Absatzes stehen als auch innerhalb von Sätzen und Wörtern. Sie werden nicht nur in Texten verwendet (Teil eines Wortes, ganzes Wort, Wortgruppe, Zahl oder auch Zahlenreihe), sondern zum Beispiel auch in Tabellen sowie in mathematisch-naturwissenschaftlichen Formeln und in Programmiersprachen.
Bei Schriftsatz und Textverarbeitung wird das zum Setzen der Auslassungspunkte verwendete typografische Zeichen auch Ellipse genannt. Das Zeichen gibt eine Folge von drei Punkten, die horizontal in gleichmäßigem Abstand angeordnet auf der Grundlinie liegen, wieder. Traditionell sind beim eigenständigen Zeichen die Abstände zwischen den drei Punkten geringer als bei drei einzeln gesetzten Punkten. Moderne Schriftarten jedoch können diesen Unterschied durch automatische Unterschneidung beseitigen oder sogar umkehren.

## Orthographie

### Deutsch
Die Verwendung der Auslassungspunkte ist in den deutschen Rechtschreibregeln in den §§ 99 und 100 geregelt.

#### Kombination mit Leerzeichen
Die Wortabstände vor und nach dem ursprünglichen Textteil, der ausgelassen wird, werden nicht mit ausgelassen und bleiben bestehen. Es werden keine zusätzlichen Leerzeichen eingefügt. Auch zwischen einer öffnenden oder schließenden Klammer und den Auslassungspunkten wird kein Leerzeichen eingefügt. Es wird kein weiterer Punkt als Schlusspunkt des Satzes gesetzt. Für Auslassungszeichen in Zitaten, die in eckige Klammern gesetzt werden, gelten eigene Regeln.
Wenn ganze Wörter oder Satzteile ersetzt werden, beispielsweise Das ist doch zum … So eine …:
- davor steht ein Leerzeichen;
- danach steht nur ein Leerzeichen, wenn kein Interpunktionszeichen folgt.

Wenn Teile eines einzelnen Wortes ersetzt werden, beispielsweise Sch…ß…!:
- innerhalb eines Wortes steht kein Leerzeichen, auch nicht bei Auslassung;
- vor dem Wort mit Auslassung steht ein Leerzeichen;
- nach dem Wort mit Auslassung steht nur ein Leerzeichen, wenn kein Interpunktionszeichen folgt.

Es ist typografische Gepflogenheit, eine Zeile eines Textabschnitts nur dann mit den Auslassungspunkten beginnen zu lassen, wenn es sich um den Anfang eines Satzes handelt. Ein unerwünschter automatischer Zeilenumbruch kann vermieden werden, indem ein geschütztes Leerzeichen verwendet wird:
- am Satzanfang nach den Auslassungspunkten;
- am Satzende oder innerhalb des Satzes vor den Auslassungspunkten.

#### Kombination mit Punkt und Komma
Wenn Auslassungspunkte am Ende eines Ganzsatzes stehen, entfällt der Schlusspunkt.
Wenn eine Aufzählung mit Auslassungspunkten beendet wird, steht kein Komma vor den Auslassungspunkten. Beispiel: „Lateinamerikanische Tänze sind Cha Cha Cha, Rumba, Jive …“ Es gibt mehrere Begründungen für den Verzicht auf das Komma:
- Wenn Text weggelassen wird, verliert ein gliederndes Satzzeichen an der Stelle des Abbruchs seine Funktion. Es kann also mit wegfallen.
- Auslassungspunkte sind kein Text, sondern ein Satzzeichen. Kommas werden zur Gliederung von Text verwendet, sie stehen nicht zwischen Text und anderen Satzzeichen.
- An der Stelle des Abbruchs kann im Fall der Ausformulierung ein „und“ stehen. In einer Aufzählung steht vor „und“ kein Komma.

#### Groß-/Kleinschreibung nach Auslassungspunkten
Auslassungspunkte zählen, sofern sie den Satz beenden, wie gewöhnliche Punkte. Folglich beginnt der nächste Satz normalerweise mit Großschreibung. Es ist aber auch möglich, klein weiterzuschreiben, beispielsweise wenn die Auslassungspunkte nur ein Zögern innerhalb des Satzes anzeigen.

### Englisch
Im Englischen werden zusätzlich zum entsprechenden Sonderzeichen (…) auch drei durch schmale (. . .) oder geschützte Leerzeichen getrennte Punkte (. . .) als Auslassungszeichen verwendet. Bei einer Auslassung am Satzende folgt der Schlusspunkt oft den drei Auslassungspunkten. Einige Autoren verzichten in diesem Fall jedoch auf das initiale Leerzeichen oder – wie im Deutschen – auf den Schlusspunkt.

“The quick brown fox jumps . . . . Jackdaws love my big sphinx of quartz.”

### Französisch
Im Französischen wird nicht das Sonderzeichen für die Auslassungspunkte verwendet. Wie auch im Spanischen werden stattdessen drei getrennte Punkte geschrieben (französisch points de suspension).
Wenn die Auslassungspunkte in eckigen Klammern stehen, gilt nach den Regeln der Imprimerie nationale, dass innerhalb der Klammer keine Leerzeichen verwendet werden: […] (wie im Deutschen).

### Chinesisch
Im Chinesischen werden sechs Auslassungspunkte verwendet, wobei das Sonderzeichen für drei Auslassungspunkte zweimal hintereinander geschrieben wird: ……. Die sechs Auslassungspunkte nehmen den horizontalen Platz von zwei chinesischen Zeichen ein.

## Verwendung

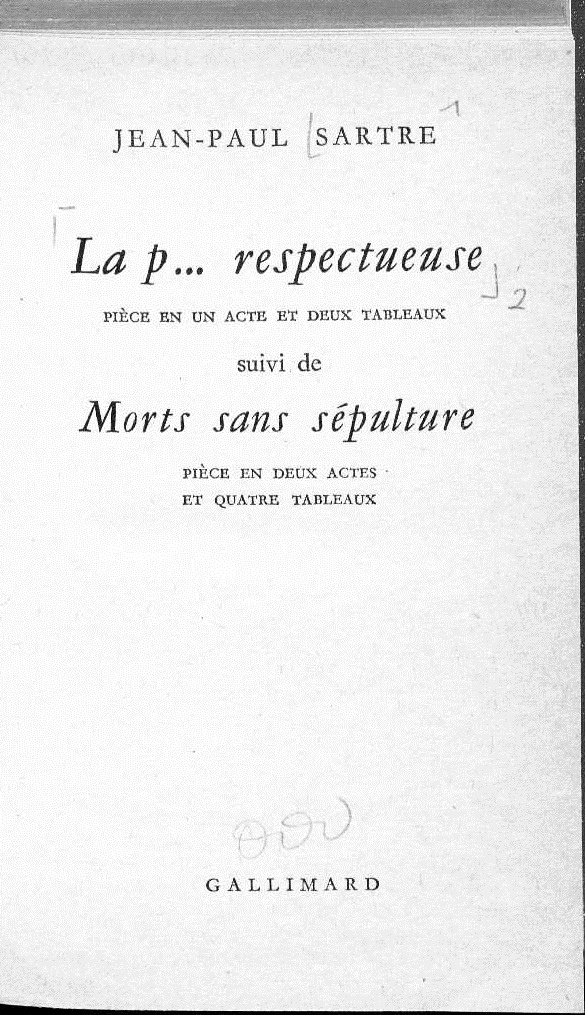
Das Wort putain durfte 1960 nicht im Titel erscheinen

### Auslassung von Textteilen
Auslassungen werden zum Beispiel in der direkten Rede eingesetzt, wenn der Autor vulgäre Wendungen nicht wiedergeben will:
„Sie sind ein A…!“, rief Max zornig aus.
Herr Mustermann erwiderte salopp: „Scher dich doch zum …!“

### Auslassungen in Zitaten
Um wörtliche Zitate auf die für die jeweilige Verwendung wesentlichen Teile zu beschränken, sind Auslassungen zulässig, wenn sie den Sinn des Zitates nicht verfälschen. Dabei haben sich mehrere Regelungen durchgesetzt; meist werden Auslassungspunkte in runden oder eckigen Klammern verwendet:

„Wikipedia ist ein […] Projekt zur Erstellung eines Onlinelexikons in zahlreichen Sprachen, das frei und kostenlos zugänglich ist.“

Die Auslassungspunkte in den eckigen Klammern können bei integrierten Zitaten am Zitatanfang und Zitatende weggelassen werden. Bei (durch einen Doppelpunkt) hervorgehobenen Zitaten sollten sie jedoch vorhanden sein (inklusive Schlusspunkt):
Auf der Hauptseite der Wikipedia steht: „Wikipedia ist ein Projekt zum Aufbau einer Enzyklopädie […].“
Dort wird gesagt, dass „Wikipedia […] ein Projekt zum Aufbau einer Enzyklopädie“ sei.

### Aufzählung
Eine Aufzählung kann auch mit Auslassungspunkten beendet werden. Dabei steht kein Komma vor den Auslassungspunkten, analog zur Schreibweise bei usw. oder etc. am Ende einer Aufzählung:
- Er beherrscht alle lateinamerikanischen Tänze: Cha Cha Cha, Rumba, Jive usw.
- Er beherrscht alle lateinamerikanischen Tänze: Cha Cha Cha, Rumba, Jive etc.
- Er beherrscht alle lateinamerikanischen Tänze: Cha Cha Cha, Rumba, Jive …

In diesem Fall stehen die Auslassungspunkte streng genommen nicht für ausgelassenen Text. Vielmehr verzichtet der Schreiber von vornherein auf eine vollständige Aufzählung. Die Auslassungspunkte zeigen an, dass die Aufzählung unvollständig ist und nur Beispiele genannt werden.

### Anzeige von Pausen und Unterbrechungen
Auslassungspunkte kann man verwenden, um Pausen im Redefluss anzuzeigen oder um klarzustellen, dass ein Satz abbricht, beispielsweise weil der Sprecher unterbrochen wurde. In derselben Funktion können auch Gedankenstriche eingesetzt werden:
- Stefan begann zu stottern: „Ich … ich weiß nicht …“
- Stefan begann zu stottern: „Ich – ich weiß nicht …“
- Stefan begann zu stottern: „Ich – ich weiß nicht –“

In diesem Fall wird kein Text weggelassen, den man hätte wiedergeben können, sondern die Pausen und Unterbrechungen sind schon in der Rede vorhanden und werden originalgetreu angezeigt. In derselben Funktion werden Auslassungspunkte auch für Wort- oder Satzteile verwendet, die der Sprecher „verschluckt“ oder unverständlich ausgesprochen hat.

In Dialogen suggerieren die Auslassungspunkte oft betretenes oder peinliches Schweigen. 
„Sind Eier Obst oder Gemüse?“
„…“
Auch in Comics und Karikaturen steht die Sprech- oder Gedankenblase mit Auslassungspunkten meist für Peinlichkeit. Das „sichtbare Schweigen“ ist dann ein Platzhalter für eine Aussage, welche aus Taktgefühl, Verwirrung oder Unlust zurückgehalten wird.

### Stilmittel
Abseits der direkten Rede oder des inneren Monologs findet man Auslassungspunkte auch als Stilmittel, beispielsweise dort, wo ein Textgedanke nicht zu Ende geführt wird:
Das ist der Stoff, aus dem die Träume sind …
Auslassungspunkte verwendet man manchmal am Satzende, um anzuzeigen, dass der Autor einen Gedanken offen oder unbeantwortet lassen möchte, um den Leser zum Nachdenken anzuregen.
Auslassungspunkte können auch ein Zögern ausdrücken, analog zu den kurzen Pausen, die beim zögernden Sprechen entstehen.

Auslassungspunkte werden auch als Mittel der Verstärkung vor Fragezeichen oder Ausrufezeichen eingesetzt. 
„Das ist jetzt nicht dein Ernst …!“
Ähnlich wie bei Großbuchstaben oder Wiederholungen entsteht dieser Effekt durch die optische Hervorhebung und die Verlängerung eines Satzes. Gleichzeitig wird aber auch Verwunderung und Sprachlosigkeit suggeriert.

Einleitend findet man die Auslassungspunkte bei Antworten auf Rätsel oder Fangfragen.
„Die Mutter vom Mann im Mond hatte drei Kinder: La, Le und …?“
„… den Mann im Mond.“

### Tabellen
Nach DIN 55301 (Gestaltung statistischer Tabellen) stehen die Auslassungspunkte für „Angabe fällt später an“.

### Zahlenangaben
Neben der klassischen Verwendung im Text sind vor allem in technischen Werken Auslassungspunkte anstelle des Bis-Strichs erforderlich, wenn Zahlenangaben Striche enthalten:
| Komponente        | Einsatzbereich  |
| ----------------- | --------------- |
| Kühlerfrostschutz | −30 °C … −40 °C |
| Elektronik        | −20 °C … +60 °C |

Weil nicht zwei Striche direkt aufeinandertreffen dürfen, kann bei solchen Intervallen nur das Wort bis oder die Ellipse Verwendung finden.

### Verwendung in der Mathematik
In der Mathematik werden nach DIN 1302 die Auslassungspunkte als Fortsetzungspunkte im Sinne von usw. benutzt, um Intervalle, Folgen oder Mehrfachverkettungen anschaulich darzustellen.
Endliche Folgen lassen sich damit kürzer aufschreiben, zum Beispiel die Ziffern durch {\displaystyle 0,1,2,\dotsc ,9}.
Sofern die Fortsetzung hinreichend klar ist, lassen sich damit auch anschaulich unendliche Folgen schreiben, etwa die ungeraden Zahlen:
{\displaystyle 1,3,5,7,\dotsc }
Bei Verwendung mit Operationen wird die Lage der Auslassungspunkte vom Setzer gelegentlich der verwendeten Operation angepasst:
{\displaystyle 1+{\frac {1}{2}}+{\frac {1}{4}}+{\frac {1}{8}}+\cdots =2}.
Allerdings ist die Darstellung mittels Fortsetzungspunkten nicht eindeutig, wenn das Bildungsgesetz etwa hinter einer Zahlenfolge nicht bekannt ist und nicht als bekannt vorausgesetzt werden kann. So kann {\displaystyle 3,5,7,\dotsc } die Folge alle ungeraden Zahlen ab 3 darstellen, aber auch alle ungeraden Primzahlen und beliebig viele andere.
Trotz des Nachteils der prinzipiell möglichen Mehrdeutigkeit hat die Verwendung der Ellipse eine lange Tradition in der Mathematik. Beispielsweise verwendete Fourier, der Erfinder des Summenzeichens {\displaystyle \textstyle \sum }, die Ellipse bei dessen Definition. Auch heute ist dies auf Grund der leichten Verständlichkeit üblich, obwohl eine formal exakte Definition des Summenzeichens mittels Rekursion möglich ist.
Eine Darstellung mittels Fortsetzungspunkten kann auch „als ergänzende Angabe“ sinnvoll sein, wenn man Verkettungen veranschaulichen möchte. Dies gilt beispielsweise für alternierende Summen, wo die Darstellung mit abwechselndem Plus und Minus anschaulicher ist als die Potenzen von −1:
{\displaystyle \sum _{k=1}^{\infty }{\frac {(-1)^{k+1}}{k}}=1-{\frac {1}{2}}+{\frac {1}{3}}-{\frac {1}{4}}\pm \cdots =\ln 2}.

### Verwendung in grafischen Benutzeroberflächen
Bei Menüeinträgen und Schaltflächen einer grafischen Benutzeroberfläche deuten die Auslassungspunkte darauf hin, dass weitere Eingaben abgefragt werden. Vor allem bei Menüeinträgen öffnen sich dann meist Dialoge bzw. Fenster.
Ein Fehlen der Auslassungspunkte bedeutet entsprechend, dass keine weitere Eingabe erforderlich ist, und der Vorgang direkt ausgeführt wird, ohne weitere Dialoge bzw. Fenster zu öffnen.
Beispiele:
Sichern 
Speichern
Die geöffnete Datei wird beim Anklicken unter demselben Dateinamen sofort überschrieben, ohne nach einem Dateinamen zu fragen.
Sichern … 
Speichern …
Das Dokument wurde neu erstellt und noch nie gespeichert. Es hat somit noch keinen Dateinamen, der daher beim Anklicken abgefragt wird.
Sichern unter … 
Speichern unter … 
Exportieren …
Die geöffnete Datei soll unter einem anderen Dateinamen bzw. Speicherort oder in einem alternativen Dateiformat erstellt, geschrieben und abgelegt werden. Name und/oder Format werden daher beim Anklicken abgefragt wird.
Zurück … 
Weiter …
„Blättern“ durch Dialoge bzw. Dialog-„Seiten“, beispielsweise durch einzelne Schritte eines Installations- oder sonstigen Assistenten.
OK 
Fertig
Der Vorgang wird oder wurde ausgeführt; Dialog bzw. Fenster schließt sich.

### Verwendung in Programmiersprachen
Diverse Programmiersprachen verwenden Ellipsen, die jedoch immer mit drei Punkten dargestellt werden. Dazu gehören variadische Funktionen in Java und C. In C++ und D werden sie für variadische Templates eingesetzt und seit C++17 in Folding expressions. In Python werden sie hauptsächlich für Slicings verwendet (d. h. Ausschnitte aus indizierbaren Objekten).
In Haskell ist es mit einer 2-Punkt-Ellipse möglich, Listen anzugeben. Theoretisch erlaubt die Sprache die Definition eines Operators, der aus drei Punkten oder mehr besteht.

## Darstellung in Computersystemen und Ersetzung

### Kodierung
Im internationalen Zeichenkodierungssystem Unicode ist das Satzzeichen als U+2026 horizontal ellipsis (waagerechte Auslassungspunkte) enthalten.
Im ASCII-Zeichensatz ist das Zeichen nicht enthalten, weshalb viele ältere Computersysteme es nicht darstellen konnten.
Im WWW-Dokumentenformat HTML wird das Zeichen folgendermaßen kodiert:
- &#x2026; (hexadezimal),
- &#8230; (dezimal)
- und &hellip; (benanntes Zeichen).

In LaTeX werden die Auslassungspunkte mit \ldots angegeben.

### Tastatur
- Unter Windows kann das Zeichen durch Gedrückthalten von Alt während der Eingabe der Ziffernfolge 0133 auf dem Ziffernblock eingegeben werden.
- Auf deutschsprachigen Apple-Desktop-Systemen lassen sich die Auslassungspunkte durch die Tastenkombination ⌥ + . eingeben.
- Auf Linux-Systemen wird das Auslassungspunkte-Zeichen bei deutscher Tastaturbelegung durch Drücken der Tastenkombination Alt Gr + . erzeugt.
- Bei der Neo-Tastaturbelegung kann das Zeichen durch Mod 3 + X, die vertikale Ellipse (s. u.) durch ↻ + … erzeugt werden.
- Bei der Tastaturbelegung E1 wird dies durch die Tastenkombination Alt Gr+ f und nachgefolgter Taste . realisiert.
- Bei der Tastaturbelegung T2 wird dies durch die Tastenkombination Alt Gr+ f und nachgefolgter Taste , realisiert.
- Unter X.org lässt sich das Zeichen allgemein durch Drücken der Compose-Taste und anschließender Eingabe von Punkt (.) und Doppelpunkt (:) erzeugen.
- Auf deutschen Standard-Tastaturen mit Belegung T1 sind die Auslassungspunkte als einzelnes typographisches Zeichen nicht vorhanden.

### Ersetzung
Kann das Zeichen nicht dargestellt werden, weil es in der verwendeten Schriftart oder dem Zeichensatz fehlt, so sollte es durch drei Punkte „...“ ersetzt werden. Da allerdings praktisch alle modernen Computersysteme und -schriften auf Unicode basieren, kann das Zeichen heutzutage weltweit dargestellt, verarbeitet, übertragen und archiviert werden. Eine Ersetzung aus technischen Gründen ist deshalb kaum noch nötig. Auch wenn die verwendete Tastatur das Zeichen nicht aufweist, kann es praktisch immer über eine entsprechende Funktion des Betriebssystems oder des jeweiligen Texteditors eingefügt werden. Manche Texteditoren ersetzen drei Punkte automatisch durch das typografische Zeichen.

## Sonstige Ellipsenzeichen
Unicode definiert im Block Mathematische Operatoren noch weitere aus drei in einer Reihe angeordneter Punkte bestehende Zeichen, die vor allem in Tabellen und im mathematischen Formelsatz Verwendung finden:
| Unicode | Zeichen | Name                                                                     | LaTeX     |
| ------- | ------- | ------------------------------------------------------------------------ | --------- |
| U+22EE  | ⋮       | vertical ellipsis (Vertikale Ellipse)                                    | \vdots    |
| U+22EF  | ⋯       | midline horizontal ellipsis (Horizontale Ellipse auf mittlerer Höhe)     | \cdots    |
| U+22F0  | ⋰       | up right diagonal ellipsis (Rechts-aufwärts steigende diagonale Ellipse) | \iddots a |
| U+22F1  | ⋱       | down right diagonal ellipsis (Rechts-abwärts fallende diagonale Ellipse) | \ddots    |